# Beovizija
Beovizija (serb. Беовизија) – serbski festiwal muzyczny, który odbywał się corocznie w latach 2003–2009, 2018–2020. Do 2020 roku Beovizija była organizowana i transmitowana na żywo każdego roku przez RTS1 w Serbii, RTRS w Bośni, oraz na stronie eurovision.tv i RTS Svet dla widzów międzynarodowych. W latach 2004–2006 wybierał serbskich reprezentantów na konkurs Evropesma, który wybierał reprezentanta Serbii i Czarnogóry na Konkurs Piosenki Eurowizji, a od 2007 do 2020 roku festiwal służył jako preselekcje Serbii w Konkursie Piosenki Eurowizji. Festiwal był corocznie jednym z najchętniej oglądanych wydarzeń rozrywkowych w Serbii.
W grudniu 2009 RTS ogłosił, że zmienia sposób wyboru reprezentanta na Konkurs Piosenki Eurowizji, a tym samym anulował Beoviziję. 19 stycznia 2018 RTS potwierdził powrót Beoviziji jako krajowych eliminacji Serbii na Konkurs Piosenki Eurowizji 2018. Od tamtego czasu konkurs odbywał się corocznie, aż do 2021 roku, gdy nadawca wybrał wewnętrznie zespół Hurricane do reprezentowania kraju w konkursie z powodu odwołania konkursu w 2020 roku.
14 października 2021 roku nadawca RTS i firma produkcyjna Megaton ogłosili, iż licencja RTS na format Beoviziji wygasł w 2020 roku, oraz nie będą już razem współpracować nad programem. W poprzednich latach Megaton był odpowiedzialny za produkcję festiwalu, podczas gdy RTS odpowiadał za wybór jury i uczestników.

## Zwycięzcy
| Rok                                         | Artysta                   | Piosenka           | Autor(zy)                                   |
| ------------------------------------------- | ------------------------- | ------------------ | ------------------------------------------- |
| 2003                                        | Toše Proeski              | "Čija si"          | Leontina Vukomanović                        |
| 2004                                        | Negative                  | "Zbunjena"         | Ivana Pavlović, Negativ                     |
| 2005                                        | Jelena Tomašević          | "Jutro"            | Aleksandra Milutinović, Željko Joksimović   |
| 2006                                        | Flamingosi feat. Louis    | "Ludi letnji ples" | Goran Stanković, Ognjen Amidžić             |
| 2007                                        | Marija Šerifović          | "Molitva"          | Saša Milošević Mare, Vladimir Graić         |
| 2008                                        | Jelena Tomašević          | "Oro”              | Dejan Ivanović, Željko Joksimović           |
| 2009                                        | Marko Kon & Milan Nikolić | "Cipela"           | Aleksandar Kobac, Marko Kon, Milan Nikolić  |
| Festiwal nie odbywał się w latach 2010–2017 |                           |                    |                                             |
| 2018                                        | Sanja Ilić & Balkanika    | "Nova deca"        | Aleksandar Sanja Ilić                       |
| 2019                                        | Nevena Božović            | „Kruna”            | Nevena Božović                              |
| 2020                                        | Hurricane                 | „Hasta la vista”   | Kosana Stojić, Nemanja Antonić, Sanja Vučić |

## Reprezentanci w Konkursie Piosenki Eurowizji
| Rok  | Artysta                           | Piosenka         | Finał            | Finał            | Półfinał         | Półfinał         |
| Rok  | Artysta                           | Piosenka         | Miejsce          | Punkty           | Miejsce          | Punkty           |
| ---- | --------------------------------- | ---------------- | ---------------- | ---------------- | ---------------- | ---------------- |
| 2007 | Marija Šerifović                  | „Molitva”        | 1                | 268              | 1                | 298              |
| 2008 | Jelena Tomašević feat. Bora Dugić | „Oro”            | 6                | 160              | Organizator      | Organizator      |
| 2009 | Marko Kon i Milan Nikolić         | „Cipela”         | –                | –                | 10               | 60               |
| 2018 | Sanja Ilić & Balkanika            | „Nova deca”      | 19               | 113              | 9                | 117              |
| 2019 | Nevena Božović                    | „Kruna”          | 18               | 89               | 7                | 156              |
| 2020 | Hurricane                         | „Hasta la vista” | Konkurs odwołany | Konkurs odwołany | Konkurs odwołany | Konkurs odwołany |

Legenda:
     1. miejsce
     2. miejsce
     3. miejsce